# Lev Berinski
Lev Berinski (en yidish:  לעװ בערינסקי, en cirílico: Лев Беринский ; Căușeni, Unión Soviética hoy Moldavia, 6 de abril de 1939) es un traductor y poeta israelí. 

## Biografía
Nacido en una familia judía de Besarabia, su padre, Shmuel, era sastre.
Durante la Segunda Guerra Mundial , fue evacuado a Tayikistán y a Zlatoúst, en los Urales. A su vuelta a Moldavia, conoció a intelectuales como Valeriu Gagiu, Alexander Gelman o Alexander Brodski.
Desde 1954, vivió en Stalino, y tras formarse (1957-1959) en la Escuela Técnica Stalin como empleado cultural, trabajó como acordeonista y profesor de música. 
Se unió a un grupo de poetas locales, fue amigo cercano del poeta ucraniano Vasyl Stus y publicó en el periódico “Komsolez Donbassa”. 
Berinski vivió y trabajó en Moldavia entre 1960 y 1961. Después regresó a Donetsk. De 1963 a 1968 estudió en el Instituto Pedagógico de Smolensk y traducción en el Instituto de Literaura Maxim Gorky. De 1970 a 1974 enseñó alemán en el Instituto Técnico Sindical de Moscú.
Vive en Israel desde 1991.